# ميكاه بارسونز
ميكاه بارسونز (بالإنجليزية: Micah Parsons)‏ هو لاعب كرة قدم أمريكية أمريكي، ولد في 26 مايو 1999 في هاريسبرج في الولايات المتحدة.